# Torre Comercial América
La Torre Comercial América fue el edificio más alto de la ciudad de Monterrey hasta el año 2000, año en el que fue finalizada la construcción de la Torre CNCI (ahora Torre Avalanz). Está ubicada en el municipio de San Pedro Garza García, Nuevo León. Actualmente es uno de los rascacielos más modernos y el segundo más alto de la ciudad. Pasará al cuarto lugar en el 2009 cuando concluya la construcción de la Torre Monterrey y la Torre Ciudadana.

## Dimensiones
- Su altura es de 128 metros y tiene 30 pisos.
- La altura de piso a techo es de 3.45 metros.
- El área total del edificio es de 22,640 m².

## Detalles importantes
- Su construcción comenzó en 1989 y finalizó en 1991.
- Originalmente fue iniciada por el Grupo Financiero Margen, de la familia Margáin Berlanga, y su nombre original fue Torre Margen, pero debido a dificultades económicas fue vendida al empresario Alfonso Romo, llamándose finalmente Torre Comercial América.
- Su uso es exclusivamente para oficinas públicas.
- Tiene 7 niveles de estacionamiento subterráneo.
- Se encuentra a un lado de dos grandes edificios: el hotel Camino Real Monterrey y la Torre Avalanz.
- Fue el segundo edificio más alto de la ciudad desde 1991 si se toma en cuenta la torre del Edificio Latino, que con su estructura llega a medir 140 metros.
- Los materiales que se usaron en su construcción fueron concreto armado, aluminio y vidrio.
- La obra fue realizada por la Constructora Maiz Mier, S.A. de C.V.
- Es un construcción que se considera posmodernista.

## Datos clave
- Altura: 128 m
- Área total: 22,640 m²
- Condición: En uso
- Número de elevadores: 10
- Número de plantas: 30 pisos y 7 niveles subterráneos de estacionamiento.
- Rango (2011): 	
  - En el área metropolitana de Monterrey: 3.eɽ lugar
  - En México: 33.eɽ lugar